# Мамочкино кладбище
Мамочкино кладбище — это мемориальное кладбище в селе Жартас. На нем похоронены дети, родившиеся у женщин во время заключения в Карлаге. Является памятником жертвам политических репрессий в СССР. Входит в список памятников истории и культуры местного значения Карагандинской области
Находится примерно в 30 км от Караганды, в нескольких километрах от Музея памяти жертв политических репрессий, расположенного в соседнем селе Долинка.

## История
Кладбище было частью структурного подразделения Карлага – Центрального полеводческого отделения (ЦПО). ЦПО называли "мамкиным домом", так как там содержались узницы, которые должны были скоро родить детей, и женщины с младенцами после родов.
Недалеко от кладбища располагался родильный дом. Содержавшиеся там дети встречались с матерями только на кормлении и по достижении 2-4 лет переводились в детские дома.
Чаще всего дети умирали от истощения и болезней. У их матерей зачастую не было грудного молока. Женщины были измождены, так как их освобождали от работы незадолго до родов.
По данным Санитарного отдела ГУЛАГ НКВД СССР, только за 1939 год из 350 детей Карлага умерли 114, в 1941-1944 годах погибло 924 ребенка, а в 1950-1952 – 113 детей.
Точное количество детей, похороненных на Мамочкином кладбище, неизвестно. Захоронения относятся к 1930-1940-м годам.
Детям заключенных, как правило, не выделяли гробы, их погребали в общих могилах. Встречаются упоминания о том, что зимой трупы складывали в большую бочку и захоранивали, когда она заполнялась телами младенцев. Иногда место захоронения вообще не отмечалось. Индивидуальных могил на кладбище относительно немного. Также есть упоминания, что на кладбище хоронили и взрослых заключённых.

## Мемориал
С начала 1960-х годов за захоронениями длительное время никто не следил. Часть кладбища была размыта одним из притоков реки Шерубайнура, менявшем русло. Также часть захоронений была разрушена при строительстве домов в совхозе «Карагандинский» и из-за мародерства.
Мамочкино кладбище получило статус мемориального 31 мая 2003 года в День памяти жертв политических репрессий в Казахстане.
Ранее оно представляло собой территорию с маленькими железными крестами и колышками, воткнутыми в землю, их сохранилось не более 50. Позднее общественные организации и религиозные конфессии стали устанавливать здесь памятные знаки. Одна из могил была облагорожена. Также был установлен памятник католическому священнику Алексию Зарицкому, который был сослан в Карлаг. Он скончался в Долинке в 1959 году от болезни и истощения.
Предлагается на территории разместить монументальные архитектурные сооружения.